# Нечаевские Выселки
Нечаевские Выселки — деревня в Заокском районе Тульской области России.
В рамках административно-территориального устройства входит в Бутиковский сельский округ Заокского района, в рамках организации местного самоуправления включается в Страховское сельское поселение.

## География
Расположена на реке Скнижка, в 5 км к югу от райцентра, посёлка городского типа Заокский.

## Население
| 2002 | 2010 |
| ---- | ---- |
| 157  | ↘118 |